# Dryadaula epixantha
Dryadaula epixantha är en fjärilsart som beskrevs av Turner 1923. Dryadaula epixantha ingår i släktet Dryadaula och familjen äkta malar. Inga underarter finns listade i Catalogue of Life.